# Арнтгольц Тетяна Альбертівна
Тетяна Альбертівна Арнтгольц (нар.. 18 березня 1982, Калінінград, Калінінградська область, РРФСР, СРСР) — російська акторка театру і кіно, телеведуча.
Фігурант бази даних центру «Миротворець».

## Біографія
Тетяна Арнтгольц народилася 18 березня 1982 року в Калінінграді, в родині акторів Калінінградського обласного драматичного театру: заслуженого артиста Російської Федерації Альберта Альфонсовича Арнтгольца (нар. 24 лютого 1937) та Валентини Михайлівни Галич (нар. 7 лютого 1947). Сестра-близнючка — Ольга Альбертівна Арнтгольц (нар. 18 березня 1982), актриса. Тетяна на двадцять хвилин старше Ольги. Ім'я донькам-близнючкам батьки дали на честь Тетяни та Ольги Ларіних з роману «Євгеній Онєгін» Олександра Пушкіна. Також є брат — Антон Альбертович 14.12.1974 року народження.
До дев'ятого класу Тетяна навчалася зі своєю сестрою Ольгою у звичайній середній школі, а потім перевелася до театрального акторського класу Калінінградського загальноосвітнього ліцею № 49 під керівництвом Бориса Йосиповича Бейненсона.
У 2003 році разом зі своєю сестрою Ольгою закінчила Вище театральне училище (інститут) імені М. С. Щепкіна при Державному академічному Малому театрі Росії в Москві (художній керівник курсу — Валентин Миколайович Афонін).
У 2008—2009 роках брала участь у телевізійному льодовому шоу «Першого каналу» «Льодовиковий період — 2» у парі з фігуристом Максимом Ставиським. У фіналі шоу під назвою «Льодовиковий період. Глобальне потепління. Суперфінал» у 2009 році Тетяна Арнтгольц не змогла взяти участь через вагітність. Її замінила сестра-близнючка Ольга Арнтгольц.
Тетяна Арнтгольц співпрацює з Театральним агентством «Сучасний театр антрепризи» під керівництвом продюсера Альберта Могинова в Москві.
Акторку внесено до бази Миротворця як порушницю державного кордону України, оскільки вона виступала в театральних виставах на території окупованого Криму без дозволу української влади, заїхавши на півострів у незаконний спосіб.

### Особисте життя
Восени 2008 року Тетяна Арнтгольц одружилася з актором Іваном Жидковим. 15 вересня 2009 року народила доньку Марію Жидкову. Улітку 2013 року пара розлучилася.
Також зустрічалася з актором Григорієм Антипенком, але пізніше пара розлучилася.
Пізніше повідомила, що зустрічається з актором Марком Богатирьовим.

## Творчість

### Фільмографія
bgcolor="#EAF0F7"

| Рік       |   | Назва                                | Роль |
| --------- | - | ------------------------------------ | --- |
| 1999—2003 | с | Прості істини                        | Катя Трофімова |
| 2001      | с | Next                                 | Ната |
| 2003      | ф | Денний представник                   | Иветта |
| 2003      | с | навіщо тобі алібі?                   | Наташа |
| 2003      | с | Кавалери морської зірки              | Ольга |
| 2003      | ф | Медовий місяць                       | Аля |
| 2003      | с | Москва. Центральний округ            | Нійоле |
| 2004      | с | Москва. Центральиый округ 2          | Нійоле, дружина Репейникова |
| 2004      | с | Мара                                 | Віра Плотникова |
| 2004      | ф | Новий рік скасовується!              | Катя |
| 2004      | ф | Дива в Решетові                      | Інна Берендєєва, русалка |
| 2005      | ф | Діаманти для Джульєтти               | Лєна |
| 2005      | ф | Останній вікенд                      | Катя |
| 2005      | с | Талісман кохання                     | Ліза Кольцова |
| 2006      | ф | Біс у ребро, або Чудова четвірка     | Катерина, коханка Ігора |
| 2006      | ф | Дурдом                               | Світлана Кулик / Катя |
| 2006      | ф | Кактус і Олена                       | Олена |
| 2006      | ф | Ленінградець                         | Анюта |
| 2006      | с | Полювання на генія                   | Анна Галкіна, журналістка |
| 2006      | с | Під зливою куль                      | Катя, медсестра |
| 2007      | ф | Глянець                              | Оксана |
| 2007      | ф | Сильніша за вогонь                   | Марина |
| 2008      | ф | Дочка                                | Лера Іванова |
| 2008      | ф | Цього вечора янголи плакали          | Тетяна |
| 2008      | с | І все-таки я кохаю…                  | Віра Іванівна Іванова (у шлюбі — Лягушова)                                                                                       |
| 2009      | с | Шлюб за заповітом                    | Олександра Козинцева / Сандра Сеймур                                                                                             |
| 2009      | с | Лапусі                               | Наталія Юріївна, стриптизерка |
| 2010      | ф | Трава під снігом                     | Олеся (Леся) Бистрова-Хрустальова                                                                                                |
| 2011      | с | Шлюб за заповітом. Повернення Сандри | Олександра Козинцева / Сандра Сеймур                                                                                             |
| 2011      | с | Ластівчине гніздо                    | Іда |
| 2011      | ф | Фурцева                              | Катерина Олексіївна Фурцева (в молодості)                                                                                        |
| 2011      | ф | Чиста проба                          | Юлія Євгенівна, ґрунтознавець |
| 2012      | с | Вікторія                             | Вікторія |
| 2012      | с | Нічні ластівки                       | Євгенія Звонарьова, льотчиця, командир спецпідрозділу 46-го гвардійського нічного бомбардувального авіаційного полку ВПС ЗС СРСР |
| 2012      | ф | Серце ворога                         | Ельза Веслінг |
| 2012      | с | Снайпери. Кохання під прицілом       | Катя Радіонова, радянська снайперка, командир групи                                                                              |
| 2013      | с | Шлюб за заповітом. Танці на вугіллі  | Олександра Козинцева / Сандра Сеймур                                                                                             |
| 2013      | с | Друге повстання Спартака             | Беата Ломницька |
| 2013      | с | Культ                                | Надія Любавіна |
| 2014      | с | Спокуса                              | Віра Матвєєва, медсестра |
| 2014      | ф | Фотограф                             | Наташа Синькіна |
| 2014      | ф | Чемпіони                             | Олена Вікторівна Бережна, фігуристка                                                                                             |
| 2015      | ф | Аргентина                            | Ольга Метельська |
| 2015      | с | Минуле вміє чекати                   | Поліна |
| 2016      | с | 25-та година                         | Анна Громова, журналістка |
| 2016      | с | Провокатор                           | Аліна Маркіна |
| 2017      | с | Подвійне життя                       | Надія Строєва |
| 2017      | с | Наживка для янгола                   | Дар'я Пантелєєва, відома телеведуча                                                                                              |
| 2018      | с | Нова людина                          | Ірина Курочкіна, колишня дружина хокеїста Олександра Курочкіна                                                                   |

### Роботи в театрі

#### Центральний будинок культури залізничників (Москва)
- 2005 — «П'ять вечорів», антрепризний спектакль за мотивами однойменної п'єси Олександра Володіна (режисер — Ольга Анохіна; прем'єра — 17 листопада 2005 року[16]) — Катя, подруга Слави[17]

#### Московський драматичний театр імені М.В.Гоголя
- 2006 — «Казки старого Арбату», антрепризний спектакль за однойменною п'єсою Олексія Арбузова (режисер — Ольга Шведова; прем'єра — 13 червня 2006 року[18]) — Віктоша (Вікторія Миколаївна), жителька Ленінграду, кравчиня і модельєрка, двадцяти років[17]

#### Театр «Міленіум» (Москва)
- 2007 — «Шашні старого козла», антрепризний спектакль за мотивами п'єси «Квартет на двох» Анатолія Крима (режисер — Ольга Шведова) — Саша[17]

#### Державний театр кіноактора(Москва)
- 2009 — «Не будіть сплячу собаку», антрепризний спектакль за мотивами п'єси «Небезпечний поворот» англійського драматурга Джона Бойнтона Прістлі (автор інсценізації та режисер — Ольга Шведова; прем'єра — 23 травня 2009 року) — Бетті Вайтхаус[17]

#### Дитячий музичний театр імені Н.І.Сац (Москва)
- 2010 — «Підступність та кохання», антрепризний спектакль за однойменною трагедії Фрідріха Шиллера (режисер — Ніна Чусова; прем'єра — 5 листопада 2010 року) — Луїза Міллер, донька простого музиканта[17]

#### Театральне агентство «Сучасний театр антрепризи» під керівництвом продюсера Альберта Могінова (Москва)
Тетяна Арнтгольц співпрацює з Театральним агентством «Сучасний театр антрепризи» під керівництвом продюсера Альберта Могінова в Москві і зайнята в спектаклях:
- 2012 — «Двоє на гойдалці», антрепризний спектакль за однойменною п'єсою Вільяма Ґібсона (режисер — Олексій Кирющенко; прем'єра — 1 листопада 2012 року) — Гітель, танцівниця[17][19]
- 2015 — «Фантазії Фарятьєва» (інша назва з 2016 року — «Перехрестя кохання»), антрепризний спектакль за мотивами п'єси «Фантазії Фарят'єва» Алли Соколової (режисер — Родіон Овчинников; прем'єра — 26 вересня 2015 року) — Олександра, провінційна вчителька музики[17][20][21]

#### Державний театр націй (Москва)
- 2016 — «Доторкані» (рос. — «Прикасаемые») за п'єсою Марини Крапівіної (автор ідеї — Євген Миронов, режисер — Руслан Маліков; прем'єра — 19 квітня 2015 року) — оповідач[17][22]

### Робота на телебаченні
- 2008—2009 — учасниця шоу «Льодовиковий період — 2».
- 2009 — учасниця шоу «Льодовиковий період. Глобальне потепління. Суперфінал».
- з 14 вересня 2018 року — ведуча програми «Жди меня» (в парі з народним артистом Російської Федерації Олександром Лазарєвим) на телеканалі «НТВ»[3].

## Нагороди
- 2013 — спектакль «Двоє на гойдалці» за однойменною п'єсою Вільяма Гібсона режисера Олексія Кирющенко (Театральне агентство «Сучасний театр антрепризи» під керівництвом продюсера Альберта Могінова, Москва) за участю Тетяни Арнтгольц (роль Гітель) став лауреатом міжнародної щорічної театральної премії глядацьких симпатій «Зірка Театрала» в номінації «Найкраща антреприза» за 2013 рік[23][24].
- 2015 — приз за найкращу жіночу роль у категорії «Театр» ХІІІ Відкритого російського фестивалю кіно і театру «Амурська осінь» в Благовіщенську — за роль Олександри в антрепризній виставі «Фантазії Фарят'єва» за мотивами однойменної п'єси Алли Соколової режисера Родіона Овчинникова (Театральне агентство «Сучасний театр антрепризи» під керівництвом продюсера Альберта Могінова, Москва)[25][26].